# Comuna Ostapivka, Mirhorod
Ostapivka (în ucraineană Остапівка) este o comună în raionul Mirhorod, regiunea Poltava, Ucraina, formată din satele Onațke, Ostapivka (reședința), Pancenkî, Sînoșciokî și Verhnea Budakivka.

## Demografie
Componența lingvistică a comunei Ostapivka
     Ucraineană (98,59%)
     Rusă (1,32%)
Conform recensământului din 2001, majoritatea populației comunei Ostapivka era vorbitoare de ucraineană (98,59%), existând în minoritate și vorbitori de rusă (1,32%).